# Dunchad di Dalriada
Dúnchad mac Conaing, o Dúnchad mac Dubáin (... – 654), è stato re di Dál Riata (nell'odierna Scozia).

## Biografia
Regnò insieme a Conall Crandomna fino a quando non fu sconfitto e ucciso da Talorcan, re dei Pitti nella battaglia di Strath Ethairt. Le fonti sono discordanti sul suo patronimico e quindi sui suoi antenati. Secondo gli Annali di Tigernach morì nel 654: "... là caddero Dúnchad, figlio di Conaing, e Congal, figlio di Ronan". John Bannerman ha proposto che questo Dúnchad sia da identificare col Dúnchad o Dúngal che regnò insieme a Conall Crandomna. Dúnchad mac Conaing viene menzionato dal Senchus fer n-Alban: "Questi sono i figli di Conaing, figlio di Áedán, cioè Rigallán, Ferchar, Artán, Artúr, Dondchad, Domungart, Nechtan, Ném e Crumíne". Tuttavia i Sincronismi di Flann Mainistrech elencano Dúnchad mac Dubáin tra i re mentre il Duan Albanach associa un Dúngal con Conall. Dubán potrebbe essere forma ipocoristica di Dub e va letta come "piccolo nero". An Secondo un'altra ricostruzione Dúnchad sarebbe appartenuto alla dinastia di Áedán mac Gabráin. Ebbe almeno un figlio, Conall Cáel (morto nel 681), ed è possibile che sia nonno o bis-nonno di Fiannamail ua Dúnchado e quindi antenato di Dúnchad Bec.